# 1819 w literaturze
Wydarzenia literackie w 1819 roku.

## Nowe książki
- polskie

- zagraniczne
  - Nordens Guder – Adam Gottlob Oehlenschläger
  - Ody z roku 1819 – John Keats
  - Rodzina Cenci – Percy Bysshe Shelley
- wydania polskie tytułów zagranicznych

## Nowe prace naukowe
- polskie

- zagraniczne

## Urodzili się
- 1 stycznia – Arthur Hugh Clough, angielski poeta (zm. 1861)
- 28 lutego – Ryszard Berwiński, polski poeta (zm. 1879)
- 27 maja – Julia Ward Howe, amerykańska poetka (zm. 1910)
- 31 maja – Walt Whitman, amerykański poeta (zm. 1892)
- 1 sierpnia – Herman Melville, amerykański pisarz (zm. 1891)
- 30 grudnia – Theodor Fontane, niemiecki pisarz, dziennikarz i krytyk (zm. 1898)

## Zmarli
- 8 stycznia – Valentin Vodnik, słoweński poeta (ur. 1758)
- 10 marca – Friedrich Heinrich Jacobi, niemiecki filozof i pisarz (ur. 1743)